# エドアルド・パドヴァーニ
エドアルド・パドヴァーニ（Edoardo Padovani、1993年5月15日 - ）は、ユナイテッド・ラグビー・チャンピオンシップ、ベネットン・ラグビーに所属するラグビーユニオン選手。

## プロフィール
- イタリア・ヴェネツィア出身。
- ポジションはウィング(WTB)、フルバック(FB)。
- 身長 189cm、体重 90kg
- U20イタリア代表に選ばれたことがある[1]。
- イタリア代表キャップは35（2022年3月現在）でラグビーワールドカップ2019のイタリア代表に選ばれた[2]。

## 略歴
FIRアカデミー、モリアーノ1956、ゼブレ、RCトゥーロンを経て、2017年、ゼブレに復帰。
2020年、ベネットンに加入。
2022年3月19日に行われたシックス・ネイションズ2022ウェールズ戦で逆転につながるトライを挙げてイタリア7大会ぶりの勝利に貢献。